# Ceratosoma
Ceratosoma is een geslacht van weekdieren uit de klasse van de Gastropoda (slakken).

## Soorten
- Ceratosoma amoenum (Cheeseman, 1886)
- Ceratosoma bicolor Baba, 1949
- Ceratosoma brevicaudatum Abraham, 1876
- Ceratosoma gracillimum Semper in Bergh, 1876
- Ceratosoma ingozi Gosliner, 1996
- Ceratosoma palliolatum Rudman, 1988
- Ceratosoma polyomma Bergh, 1880
- Ceratosoma pustulosum (Cuvier, 1804)
- Ceratosoma tenue Abraham, 1876
- Ceratosoma trilobatum (J.E. Gray, 1827)